# Hoplolythra
Hoplolythra is een geslacht van vlinders van de familie uilen (Noctuidae), uit de onderfamilie Acronictinae.

## Soorten
- H. arivaca Barnes, 1907
- H. discistriga Smith, 1903